# Universität Mozarteum
Universität Mozarteum (ofte kaldet Mozarteum) er et anerkendt musikkonservatorium grundlagt i 1841 i Salzburg, Østrig. Mozarteum er opkaldt efter Wolfgang Amadeus Mozart, som er født i byen.